# Плотникова, Марианна Альбертовна
Марианна Альбертовна Плотникова (род. 29 января 1984, Уфа) — российский поэт, дизайнер. Живет в Уфе.

## Биография
Окончила в 2007 году Санкт-Петербургский государственный университет информационных технологий, механики и оптики - по специальности дизайнер. Публиковалась в литературных журналах «Урал (журнал)», «Новая юность», «Бельские просторы», «Волга (журнал)», «Новая реальность», «Поэтическом путеводителе по городам „Культурного альянса“», в интернет-изданиях «Точка зрения», литературное сообщество «Пиитер», «Плавучий мост», «Литсреда», «Контрабанда», «После 12», альманахе «Графит», антологии анонимных текстов «Русская поэтическая речь» и других. Сотрудничает с журналом Гипертекст, Центром современного искусства «Облака» в качестве куратора литературного направления. Автор моноспектакля «Снизу вверх». Разработала дизайн обложек журнала «Бельские просторы» и поэтической серии Supremum {versus} (издательство «Вагант»). В 2014 году вошла в лонг-лист независимой литературной премии "Дебют (премия)" в номинации «Поэзия».

## Книги
- Насекомия. — Уфа: Вагант, 2009. — 94 с. — ISBN 978-5-9635-0186-3
- Умеренно влажно. Уфа: Вагант, 2011. — 131 с. — ISBN 978-5-9635-0283-9
- Уходя, не шуми. М.: Литературный клуб «Классики XXI века», 2012. — 43 с. — ISBN 978-5-905046-18-6

## Премии
- Лонг-лист премии «ЛитературРентген», премии «П»;
- Лауреат премии журнала «Бельские просторы» в номинации «Поэзия»;
- Лауреат премии «Поэтический дебют» журнала «Новая Юность».

«Отсутствие больших букв, а зачастую и знаков препинания разбивает стихи на периоды, определяемые только запасом дыхания. Все это рождает нерв, присутствующий в поэзии Плотниковой».
«Мир, возникающий в стихах Плотниковой, далек от покоя и умиротворенности. Счастье в нем настолько мимолетно, что нет возможности сколько-нибудь долго пребывать в этом состоянии. А двигаться дальше можно, лишь заклиная: «Да не ослабнут нервы/ Да будут они гибкие как рапиры/ И в темноте остро колко звенят».

— Евгений Таран